# Олександр (Решетняк)
Олекса́ндр (в миру Решетня́к Олекса́ндр Олексі́йович; 25 грудня 1954, Чмирівка Старобільського району)  — православний релігійний діяч у Чехословаччині та Україні. Архієпи́скоп Яготинський, віка́рій Ки́ївської єпа́рхії Православної Церкви України. Звершує архієрейські богослужіння у храмі Пресвятої Богородиці Пирогощої (Пирогоща), що знаходиться на Подолі, в Києві.

## Життєпис
Впродовж 1970–1974 років навчався у Старобільському медичному училищі.
1976–1979 роки — навчання в Одеській духовній семінарії РПЦ. Упродовж 1979–1983 років навчався в Московській духовній академії РПЦ. 1983 року призначений викладачем Одеської духовної семінарії РПЦ з несенням послуху завідувача канцелярії та помічником інспектора.
14 серпня 1983 року висвячений митрополитом Одеським і Херсонським Сергієм РПЦ у сан диякона (целібата), а згодом священника. 1986 року направлений на пастирське служіння кліриком Подвір'я РПЦ в Карлових Варах (Чехословаччина). 1989 року звільнений від обов'язків клірика Подвір'я РПЦ в Карлових Варах та відпущений під юрисдикцію Чехословацької православної церкви для тимчасового пастирського служіння. 1989 року митрополитом Празьким і всієї Чехословаччини призначений настоятелем російської православної парафії в Празі на Ольшанах.
1991 року викладав у Карловому університеті на богословському факультеті.
15 січня 1994 року пострижений у чернецтво з ім'ям Олександр (на честь Олександра Невського) та зведений в сан архимандрита.

### У складі УПЦ КП
16 січня 1994 року хіротонізований на єпископа Білоцерківського УПЦ КП за Божественною літургією у Володимирському кафедральному соборі. 21 січня 1994 року призначений вікарієм Київської єпархії, головою економічного управління УПЦ Київського Патріархату. 22 жовтня 2004 року возведений в сан архієпископа.
23 січня 2004  — нагороджений Орденом святого рівноапостольного князя Володимира Великого ІІІ ступеня.
27 липня 2005  — рішенням Священного синоду призначається Головою управління зовнішніх церковних зв'язків.
28 червня 2013, у зв'язку з розширенням Переяславської єпархії УПЦ КП, титул владики Олександра змінено на «Богуславський».
15 грудня 2018 року разом із усіма іншими архієреями УПЦ КП взяв участь у Об'єднавчому соборі в храмі Святої Софії.
7 листопада 2023, рішенням Синоду ПЦУ, титул владики Олександра змінено на «Яготинський».

### Нагороди
1990  — нагороджений хрестом з прикрасами.
1993  — отримав відпускну грамоту від Блаженнішого Дорофея, митрополита Празького.